# Sudipen
Sudipen là một đô thị hạng 4 ở tỉnh La Union, Philippines. Theo điều tra dân số năm 2015, đô thị này có dân số 17.056 người trong.

## Các đơn vị hành chính
Sudipen được chia ra 17 barangay.
| - Bigbiga - Castro - Duplas - Ipet - Ilocano - Maliclico - Old Central - Namaltugan - Poblacion | - Porporiket - San Francisco Norte - San Francisco Sur - San Jose - Sengngat - Turod - Up-uplas - Bulalaan |